# Аманова, Роза
Роза Аманова (род. 23 февраля 1973, Токтогул, Ошская область) — знаменитая кыргызская певица. Дастанчы (сказительница народных фольклорных произведений — дастан). Композитор, комузистка. Народная артистка Кыргызской Республики (2009). Заслуженная артистка Казахстана (1998). Лауреат Государственной премии Кыргызской Республики имени Токтогула в области литературы, искусства и архитектуры (2011). Член Союза композиторов КР. Председатель Фонда кыргызской традиционной музыки.
Доктор искусствоведения, профессор (в области кыргызской народной-профессиональной традиционной музыки). Этномузыковед.

## Творческая деятельность
После окончания средней школы, училась в музыкальном училище им. Муратаалы Куренкеева в г. Бишкек, а позже и в Национальной консерватории. По специализации Роза Аманова является комузистом. Певицей стала после знакомства с выдающимися акынами как Эстебес Турсуналиев, Асек Жумабаев, Болуш Мадазимов, кроме того повлияло творческое воспитание её родителей.

### Ранние произведения
Первыми произведениями, которыми Роза Аманова начала свой профессиональный путь, были: «Өрүк комуз», «Ооган ыйы», «Ынтымак», «Арманда кетти бир ак куу», «Ала-Тоо көрккө келбейт эл болбосо», «Карлыгач». Всеобщую славу певице принесла песня автора на слова А. Омурканова «Мен сени сагынгым келет», на которую был снят одноимённый клип. Кроме того она исполняла множества песен именитых авторов Кыргызстана под сопровождением комуза («Омурлук жарга», «Элегия», «Дил билет», «Дайның барбы?», «Эстей жүр», «Кандай жансың?», «Айыбым жок», «Эне бешик», «Жандай көргөн адамым», «Ак калпакчан бирөө бар»), которые очень хорошо распространились среди народа и даже исполняются другими певцами и по сей день.

### Дастаны и комуз
Роза Амановна внесла большой вклад в кыргызскую традиционную музыку (в частности дастанов). На праздновании 500-летия героя кыргызского эпоса «Курманбек», который никогда ранее никем не исполнялся в полной вариации, она сумела спеть весь эпос целиком в сопровождении комуза. Особенностью исполнения Розы Амановой является то, что она пела, изменяя мелодию под каждый персонаж эпоса «Курманбек». После эпос был записан на 5 CD дисках, содержащие 58 сюжетных тем. Кроме того известны в её исполнении малые эпосы и дастаны: «Олжобай менен Кишимжан», «Ак бала», «Саринжи Бөкөй» и т. д. Роза Аманова известна ещё как выдающаяся комузистка, в её исполнении есть и другие произведения выдающихся композиторов-комузистов: «Маш ботой», «Кыз кербез» Атая Огонбаева; «Кара озгөй» Ниязаалы; «Чайкама», «Чоң кербез» Токтогула Сатылганова; «Жеңиш», «Боз Салкын» Ыбырая Туманова; «Жаш кербез» Карамолдо Орозова и т. д.

### Современные произведения
В последнее время певица занимается преподавательской деятельностью. В 1998 году поступив в аспирантуру в казахскую Национальную консерваторию им. Курмангазы, в 2006 году защищает кандидатскую диссертацию по теме: «Традиционная музыка кыргызов». В 2006—2012 гг в свет вышли её новые песни «Алматыга бараткан кыз»; песни кыргызов Китая «Бактылуу жашай берели», «Жаштык кездин даяны», «Ак бала»; песня казахских авторов Б. Эсебаева и Н. Арапбаева (в переводе А. Рыскулова) «Ак куу» (известен одноимённый клип); произведение Ж. Кочкорова на стихи А. Бегимкуловой «Онорду сүйгондордун эсиндемин»; песня Р. Амановой на стихи Б. Чотуровой «Мен да сенин таалайыңа жазылгамын»; песня А. Ормонбекова «Жаштык ыры» и т. д. и новые дастаны «Кылым дастаны» (сл. И. Гилязеддинова, муз. Б. Токтобаева) в память жертв сталинской репрессии 1936—1938 гг; плачь «Энелердин ыйы» (на слова Г. Момуновой) в память погибших 7 апреля 2010 года; «Кайран эл» в память событий 1916 года, «Замана» и «Курманжандын кошогу» в честь празднования 200-летия алайской царицы — Курманжан датка.

## Преподавательская деятельность
Роза Аманова долгое время работала директором консерватории Кыргызско-турецкого университета «Манас». За это время она вырастила много учеников, которые стали победителями различных конкурсов (Мээрим Карыпова, Элзар Осконбаева и др.), с некоторыми из своих воспитанниц Роза Асановна создала группу «Маржан», которая исполняет кыргызские народные песни, дастаны вместе с Розой Амановой на различных концертах и фестивалях. Певица активно сотрудничает с зарубежными деятелями культуры, поэтому в её репертуаре встречаются казахские, турецкие произведения и песни кыргызов Китая.

## Награды и достижения
- Народная артистка Кыргызской Республики (29 октября 2009) — за большой вклад в развитие национального музыкального искусства республики[4].
- Заслуженная артистка Кыргызской Республики (29 октября 1999) — за заслуги в области искусства[5].
- Заслуженная артистка Казахстана (1998).
- Государственная премия Кыргызской Республики имени Токтогула в области литературы, искусства и архитектуры (14 декабря 2011) — за концертно-исполнительскую программу последних лет[6].